# Perdiz-da-virgínia

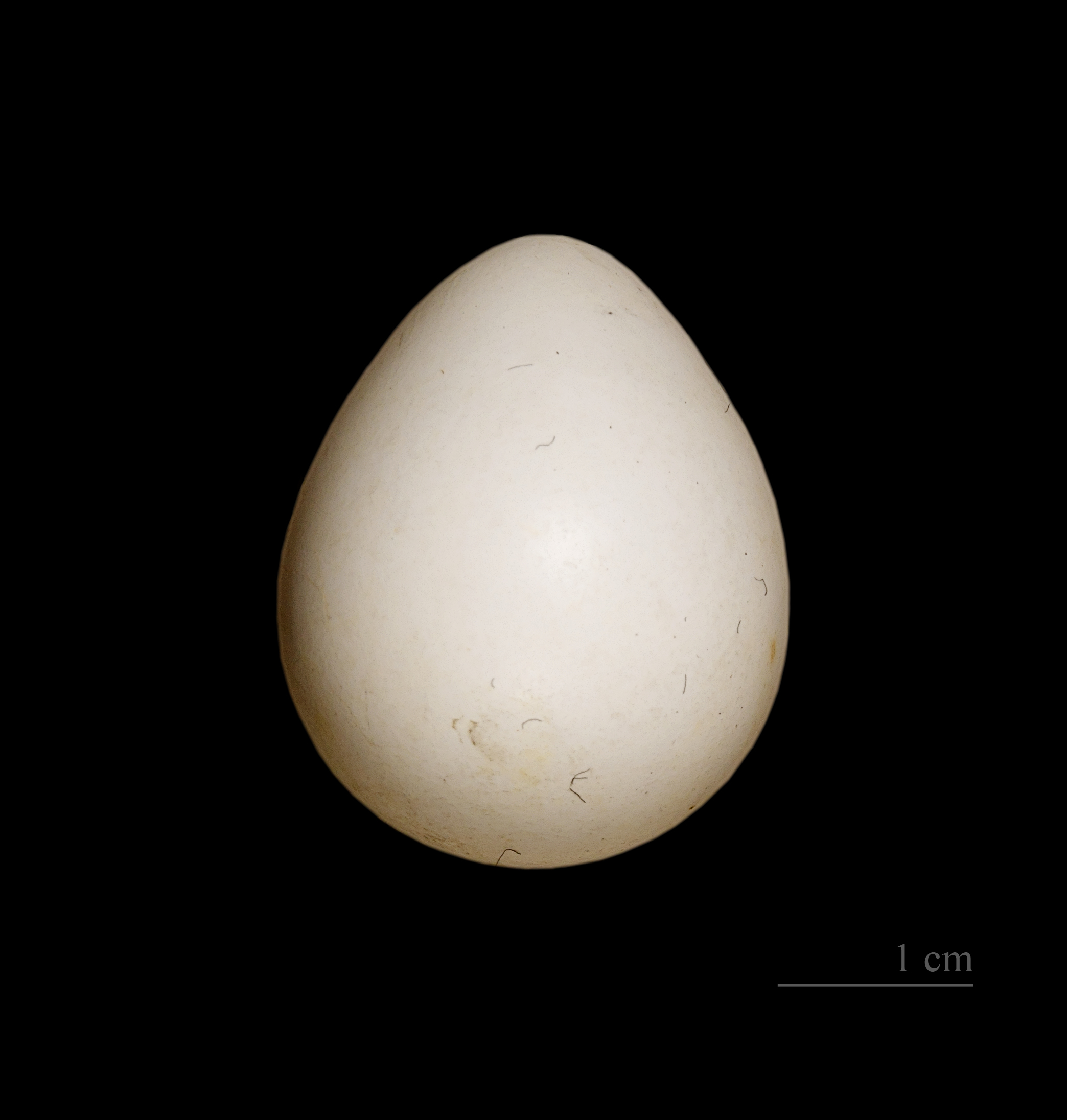
Colinus virginianus - MHNT

Perdiz-da-virgínia, codorniz-virginiana ou codorniz-da-virgínia (Colinus virginianus), também chamada de uru-do-norte, codorna bob white ou codorna americana é uma espécie de ave da família Odontophoridae pertencente ao género Colinus endêmica dos Estados Unidos, México e Caribe.
Apresenta dimorfismo sexual, tendo os macho estrias brancas na cabeça e gravata branca e as fêmeas riscos dourados (amarelos) na cabeça. Já no restante do corpo, ambos apresentam camuflagem adaptada ao meio onde vivem.
O macho atinge sua maturidade sexual aos 5 meses, iniciando o canto e o acasalamento, já as fêmea atinge sua maturidade sexual  aos 4 meses ficando prontas para postura. A postura ocorrem de outubro a março, podendo uma fêmea botar 200 ovos neste período. Os ovos são de cor branca, desprovidos de camuflagem, pesando em média 10 a 12 gramas. A incubação dura de 22 ou 24 dias em uma temperatura de 37,5 °C e umidade de 40% nos primeiros 20 dias e 65% nos dias finais.

## Fotos

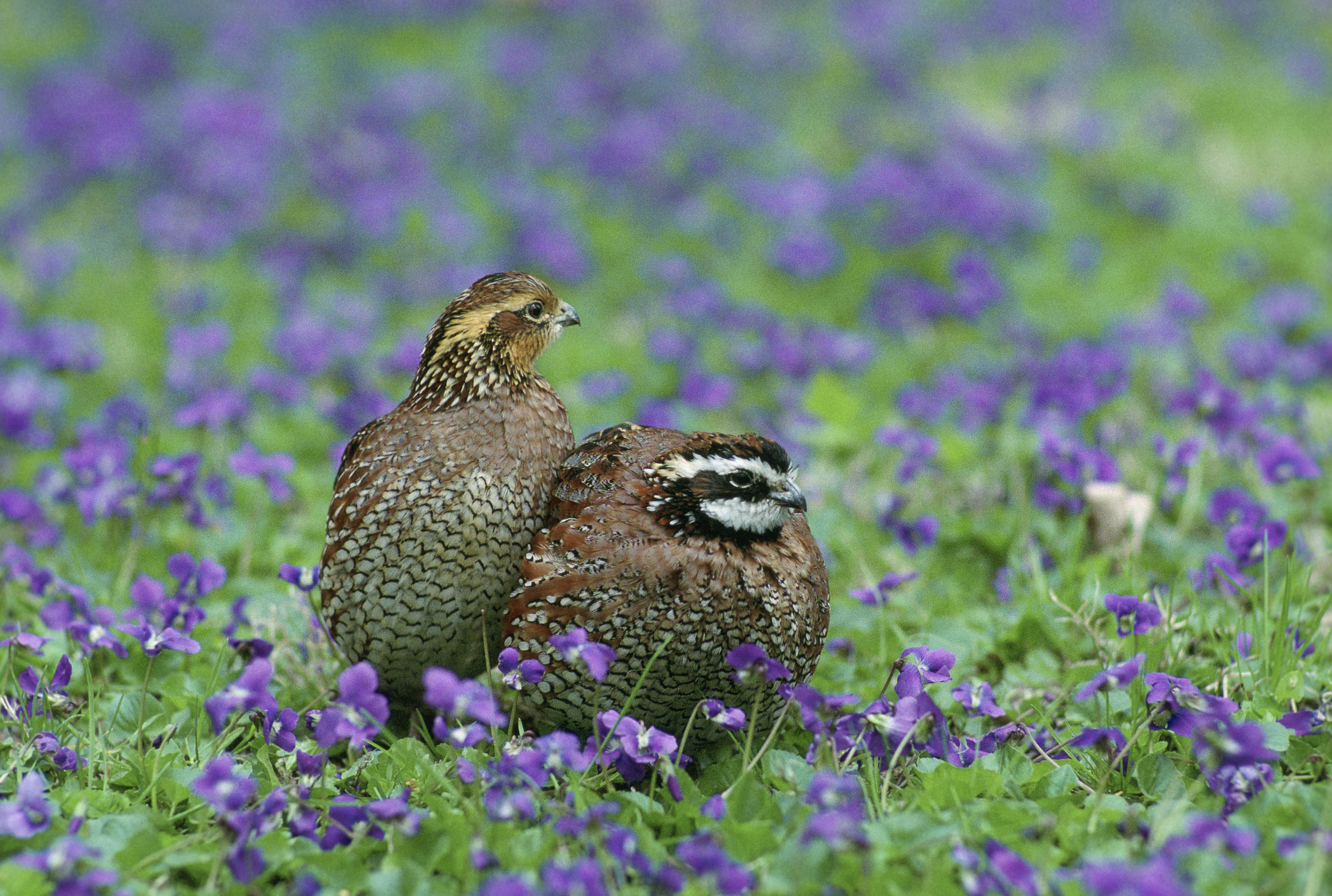
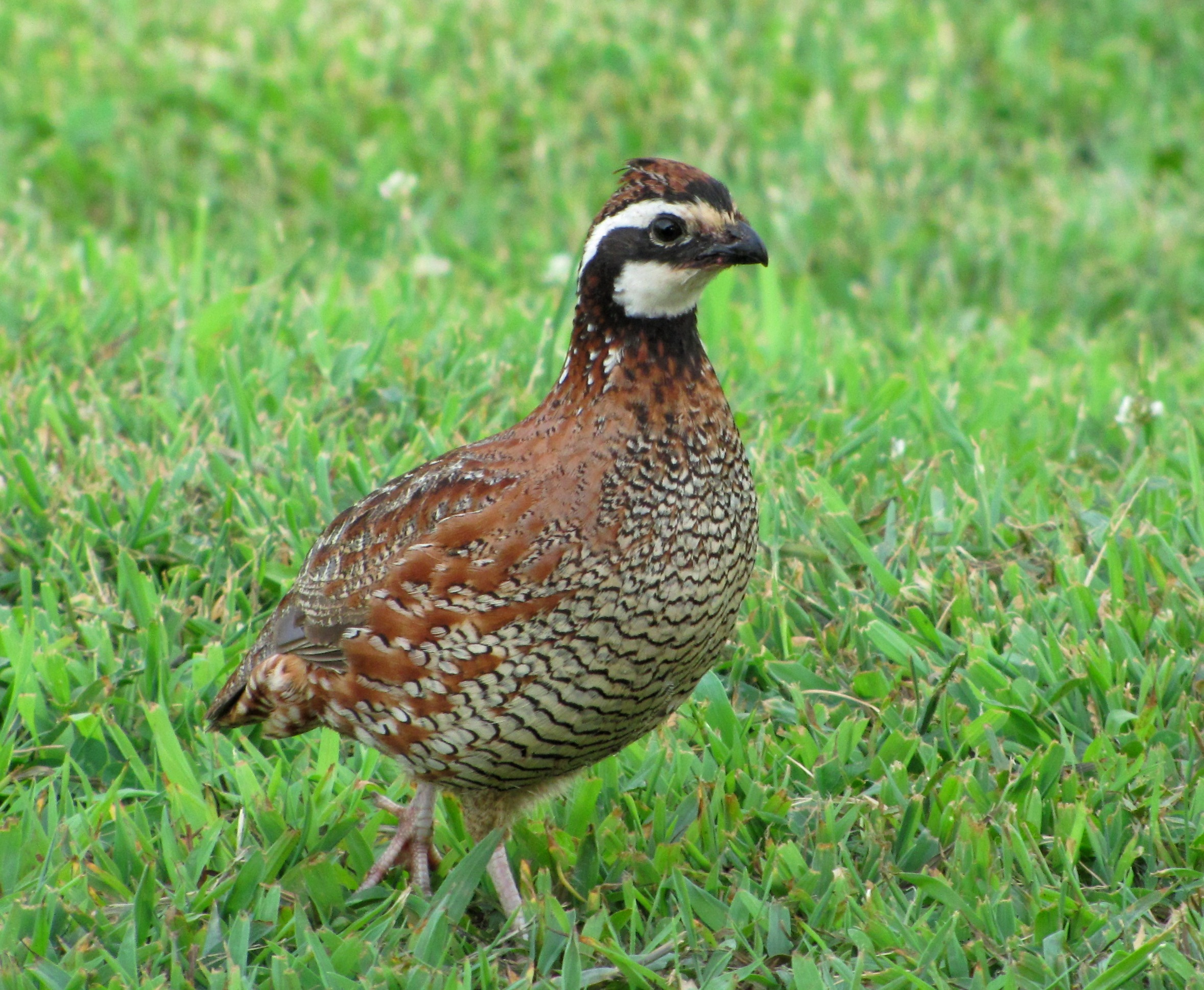